# Невинномысский путепровод
 Невинномы́сский путепрово́д  — автодорожный железобетонный балочный путепровод в городе Невинномысске имеет протяжённость более 1,1 километра, а общая протяжённость всех автомобильных развязок составляет более трех километров.
На путепроводе организованы четыре полосы для автотранспорта и два тротуара, а сам он пересекает пять железнодорожных путей, это крупнейший в Ставропольском крае путепровод.
Путепровод построен через железную дорогу Невинномысск — Пятигорск, Невинномысск — Москва, в районе улиц Степной и Революционной. Открытие состоялось 27 декабря 2019 года.
Руководитель проекта — Вадим Энглас в 2020 году занесён на городскую доску почета.
Срок службы сооружения — 100 лет.

## История
Необходимость в строительстве нового путепровода возникла в связи с сильной изношенностью старого моста в районе улицы Гагарина, построенного во времена существования СССР, ни разу не ремонтировавшегося и признанного опасным для эксплуатации.. Ремонт старого путепровода по улице Гагарина начался в апреле 2020 года.
В течение 2018 года шла работа по подготовке документации и всех необходимых процедур.
Строительство началось 14 ноября 2018 года по поручению губернатора Ставропольского края Владимира Владимирова.
Подрядчик — компания ООО «Неон».
В ходе строительства выполнено устройство 374 буронабивных свай, одной только песчано-гравийной смеси использовали около 100 тысяч тонн. В то же время шёл перенос различных коммуникаций: воздушных высоковольтных линий, газовых, водопроводных, электрических сетей.
Стоимость работ составляет 1 800 миллионов рублей.
В июле 2019 года рабочие установили последнюю балку через железную дорогу.
На октябрь 2019 года вблизи моста благоустроенны тротуарные дорожки, установлено новое освещение, уложен новый асфальт на самом путепроводе, сформированы транспортные развязки.
27 декабря 2019 года в Невинномысске прошла церемония запуска (официального открытия) нового путепровода с участием губернатора Ставропольского края Владимира Владимирова. Путепровод торжественно открыли, по мосту проехали машины КАМАЗ, по аналогии с Крымским мостом.